# Бервено Сергій Миколайович

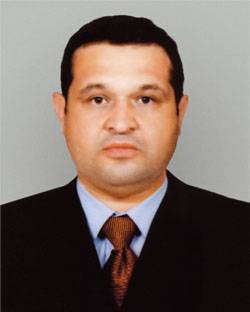
Бервено Сергій Миколайович

Сергій Миколайович Бервено (нар. 1967)  — український учений-юрист. Доктор юридичних наук, професор. Академік АН ВШ України з 2009 р.

## Життєпис
Народився в Куп’янську Харківської обл. У 1984 р. закінчив Куп’янську середню школу № 4. У 1984 — 1985 р. — санітар відділення анестезіології та реанімації Куп’янської районної лікарні. З 1985 по 1987 р. проходив службу в лавах Радянської Армії в Білоруському військовому окрузі. У 1988 р. працював слюсарем в Куп’янській тепломережі. У 1988–1993 рр. — студент денного факультету Харківського юридичного інституту (з 1991 р. — Українська державна юридична академія). У 1993 р. зарахований на посаду стажиста-дослідника Української юридичної державної академії (з 1995 р. — Національна юридична академія України). У 1995–1999 рр. — асистент, доцент кафедри цивільного права. З 1999 р. по 2001 р. виконував обов’язки голови ради спілки адвокатів «Бастіон». З 2001 по 2002 р. — начальник відділу у справах національностей та міграції Харківської обласної державної адміністрації. У 2002 р. — директор департаменту боргових зобов’язань ДАК «Хліб України». У 2001–2004 рр. навчався в Харківському регіональному інституті державного управляння Національної академії державного управління при Президентові України за спеціальністю: «державне управління» та здобув кваліфікацію магістра державного управління. У 2004–2006 рр. — доцент кафедри правознавства, доцент кафедри державно-правових дисциплін (у зв’язку з перейменуванням кафедри) Харківського національного університету ім. В. Н. Каразіна. З 2006 р. — професор кафедри цивільно-правових дисциплін юридичного факультету Харківського національного університету ім. В. Н. Каразіна. У 2006 р. захистив дисертацію на здобуття наукового ступеня доктора юридичних наук.
Автор численних наукових та навчально-методичних публікацій.  
Лауреат Нагороди Ярослава Мудрого АН ВШ України (2010).
З 2009 р. — голова Харківського регіонального відділення АН ВШ України, з 2010 р. — член Президії АН ВШ України.

## Джерело
Академія наук вищої школи України. 1992-2010. Довідник